# Rita Hayek
Rita Hayek   (Beirut, 9 d'octubre de 1987) és una actriu i presentadora de televisió libanesa.
Hayek va estudiar interpretació a l'Institut Nacional de Belles Arts de la Universitat Libanesa. El 2011, va fer cursos d'actuació a l'Stella Adler Studio of Acting de Hollywood.
Després de fer el seu debut en una sèrie de televisió el 2005, Hayek va protagonitzar el 2017 L'insult en el paper d'esposa del personatge principal. La pel·lícula va ser nominada a l'Oscar a la millor pel·lícula de parla no anglesa als Premis Oscar de 2017 i va guanyar diversos premis en festivals internacionals de cinema.